# Le Christomet
Le Christomet est une montagne de France située en Savoie et en Haute-Savoie, dans la chaîne des Aravis. Elle comporte plusieurs antécimes : la tête de Christomet, la tête des Charmots, la tête de Bonjournal, le mont Lachat, la croix de la Riollon et l'Éperon.

## Géographie
Culminant à 1 853 mètres d'altitude, elle se présente sous la forme d'une montagne en étoile, envoyant plusieurs crêtes qui forme des antécimes : la tête de Bonjournal, la tête des Charmots, le mont Lachat et la tête de Christomet à l'ouest qui se prolonge pour arriver à la tête du Torraz, une vers le village de Praz-sur-Arly au sud, une vers le village de Megève au sud-est et l'Éperon au nord qui se prolonge pour arriver au sommet des Salles et au Croisse Baulet. À ses pieds au sud coule l'Arly. Un télésiège et un téléski du domaine skiable de Megève, relié à celui de la Giettaz à l'ouest et à celui de Combloux au nord-est, arrivent au sommet du Christomet.

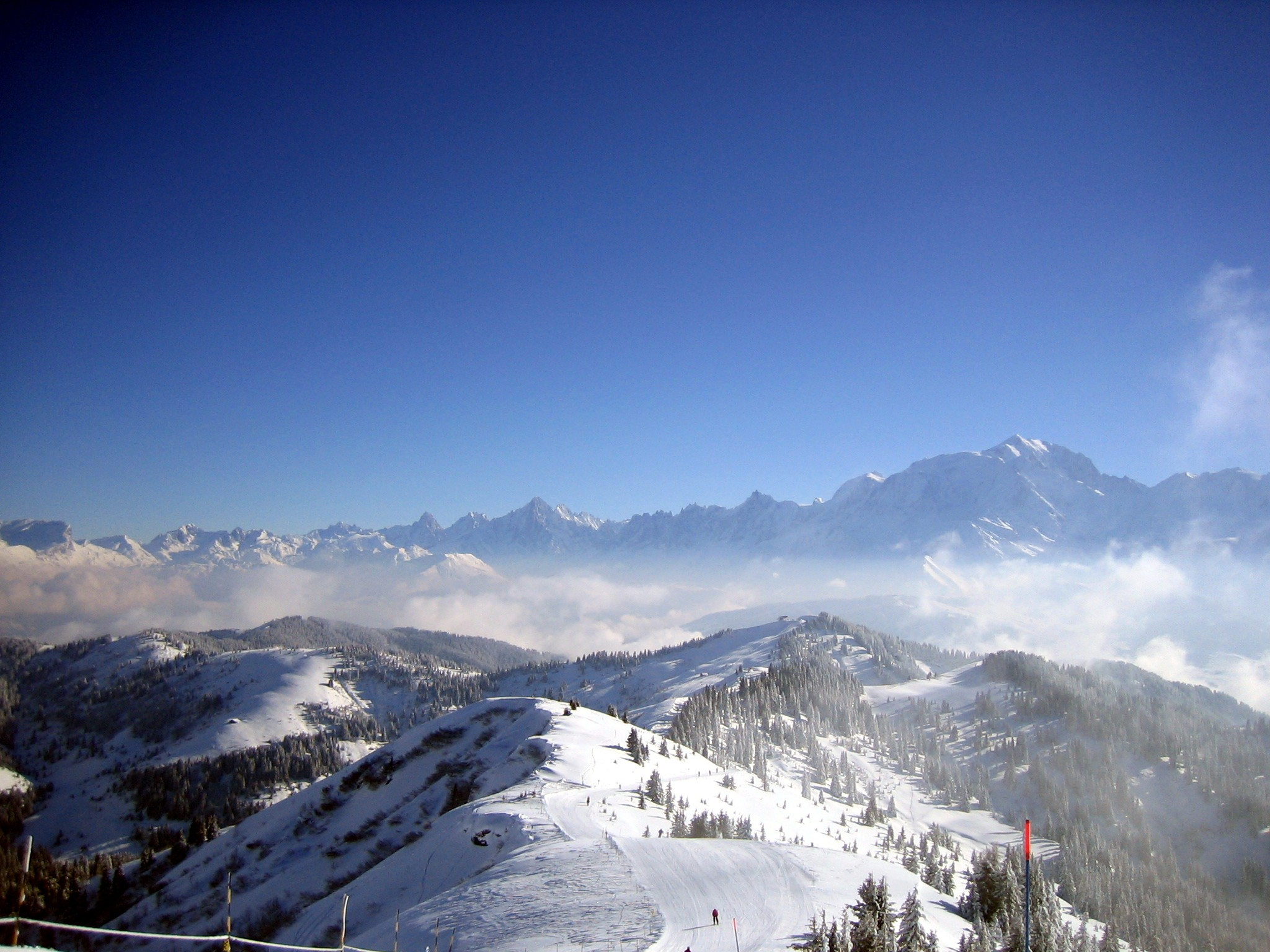
Le Christomet (au second plan sur la droite) vu depuis la tête du Torraz à l'ouest ; en arrière plan le massif du Mont-Blanc (à droite) et des aiguilles Rouges (à gauche).